# بوهدان شاست
بوهدان شاست (اوکراینی: Богдан Романович Шуст؛ زادهٔ ۴ مارس ۱۹۸۶) یک بازیکن فوتبال اهل اوکراین است.
وی همچنین در تیم ملی فوتبال اوکراین بازی کرده‌است.